# Collegialiteit
Collegialiteit is de relatie tussen collega's. Collegialiteit houdt in dat collega’s elkaar respecteren en helpen wanneer dat nodig is. Het betekent ook rekening houden met behoeften en belangen, wat de (werk)sfeer ten goede komt.